# Мерате
Мерате (італ. Merate) — муніципалітет в Італії, у регіоні Ломбардія, провінція Лекко.
Мерате розташоване на відстані близько 490 км на північний захід від Рима, 33 км на північний схід від Мілана, 17 км на південь від Лекко.
Населення — 14 863 особи (2014).

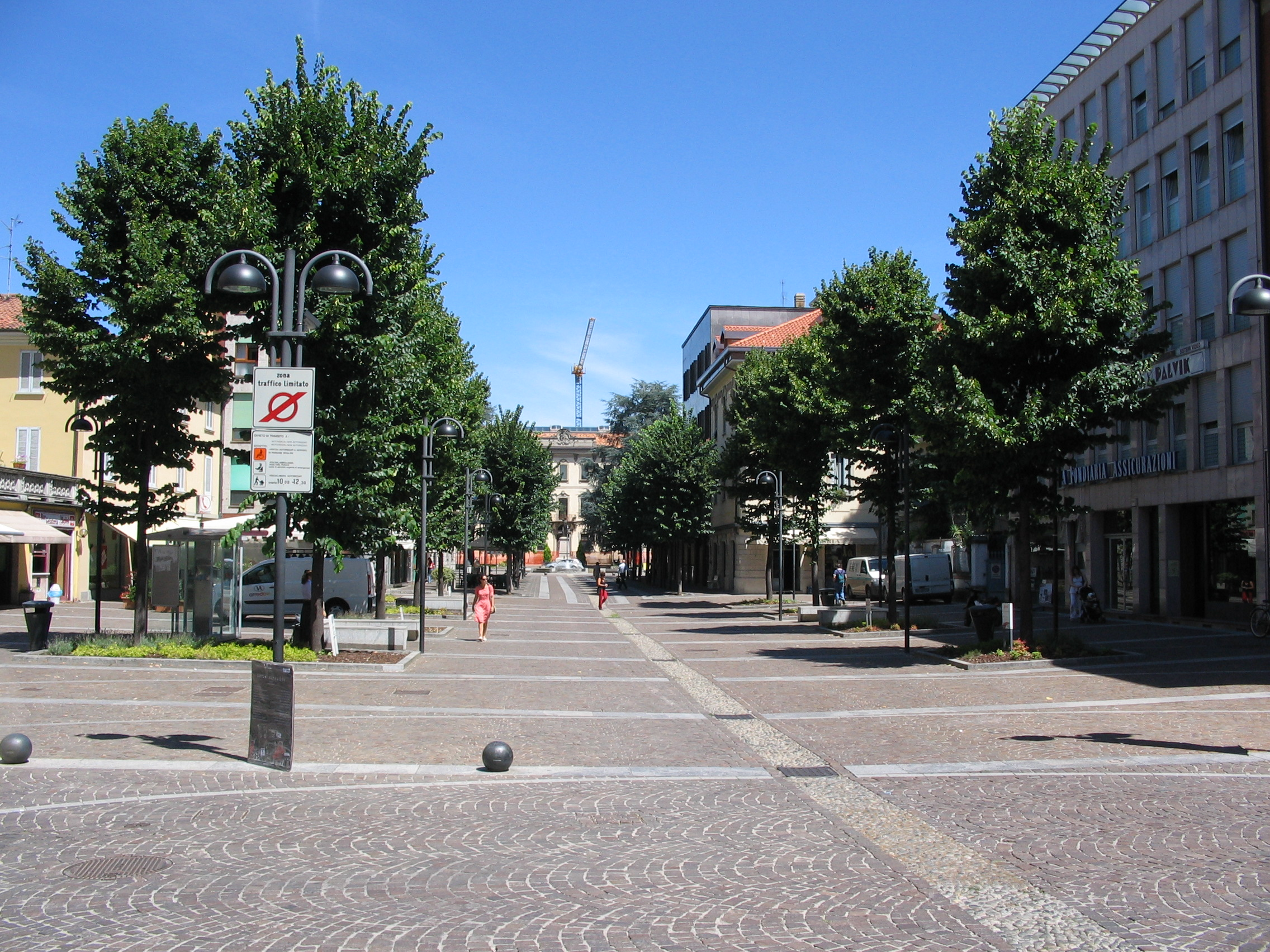

Щорічний фестиваль відбувається 7 грудня. Покровитель — Sant'Ambrogio.

## Демографія
Населення за роками:

Станом на 1 січня 2023 року в муніципалітеті офіційно проживало 1447 іноземців з 70 країн, серед них 396 громадян країн Євросоюзу та 42 громадяни України.

## Сусідні муніципалітети
- Калько
- Чернуско-Ломбардоне
- Імберсаго
- Монтевеккія
- Ольджате-Мольгора
- Ознаго
- Робб'яте
- Ронко-Бріантіно